# Chalamont
Chalamont [ʃalamɔ̃] ist eine französische Gemeinde mit 2.544 Einwohnern (Stand 1. Januar 2022) im Département Ain in der Region Auvergne-Rhône-Alpes. Sie gehört zum Kanton Ceyzériat im Arrondissement Bourg-en-Bresse.

## Geografie
Die Gemeinde Chalamont liegt in der Wald- und Seenlandschaft der Dombes, etwa 25 Kilometer südlich von Bourg-en-Bresse. Östlich der Stadt entspringt das Flüsschen Toison, an der nordöstlichen Gemeindegrenze die Veyle.

## Bevölkerungsentwicklung
| Jahr                       | 1962 | 1968 | 1975 | 1982 | 1990 | 1999 | 2011 | 2020 |
| Einwohner                  | 1184 | 1199 | 1307 | 1415 | 1476 | 1658 | 2365 | 2574 |
| Quellen: Cassini und INSEE |      |      |      |      |      |      |      |      |

## Sehenswürdigkeiten

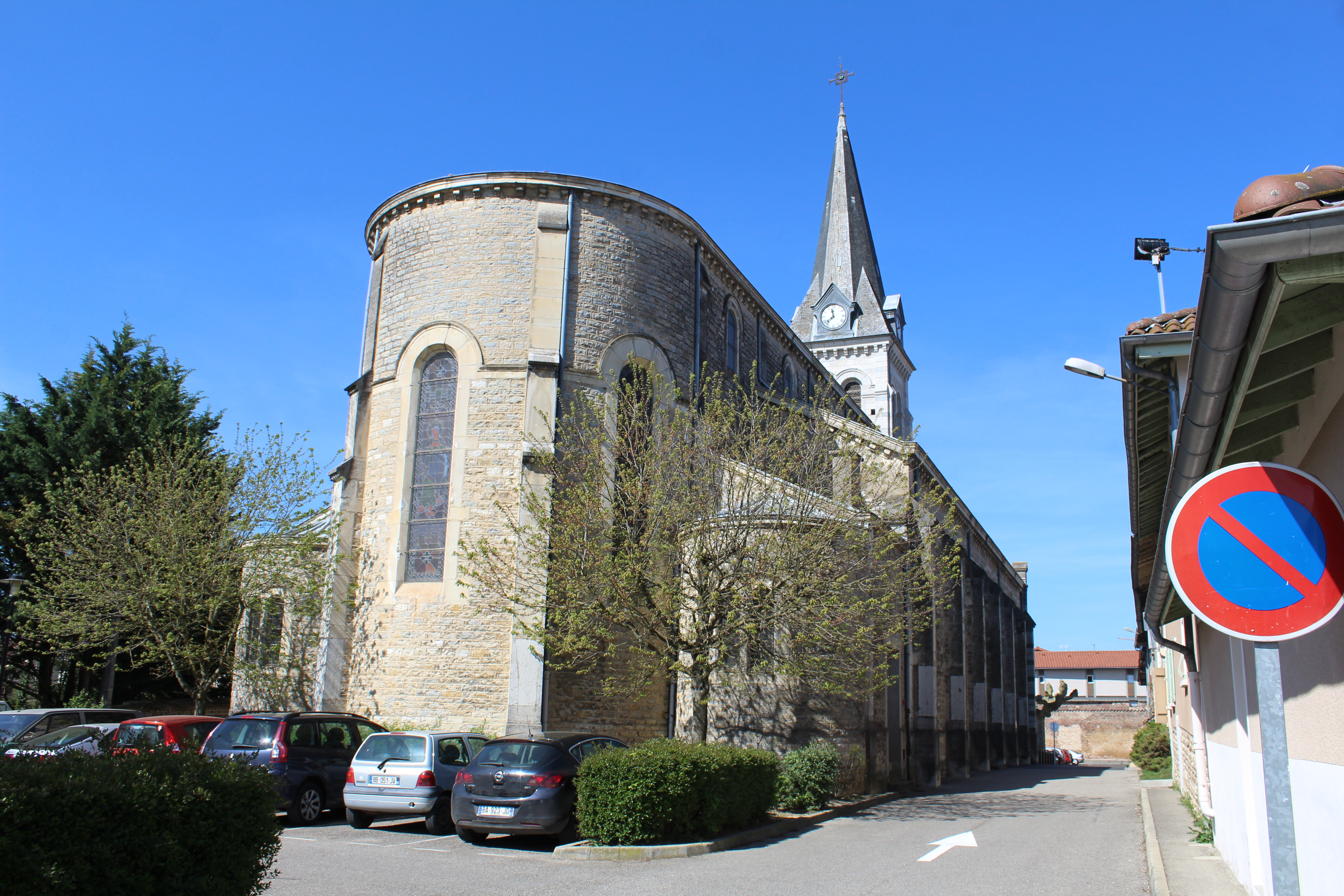
Kirche Saint-Martin
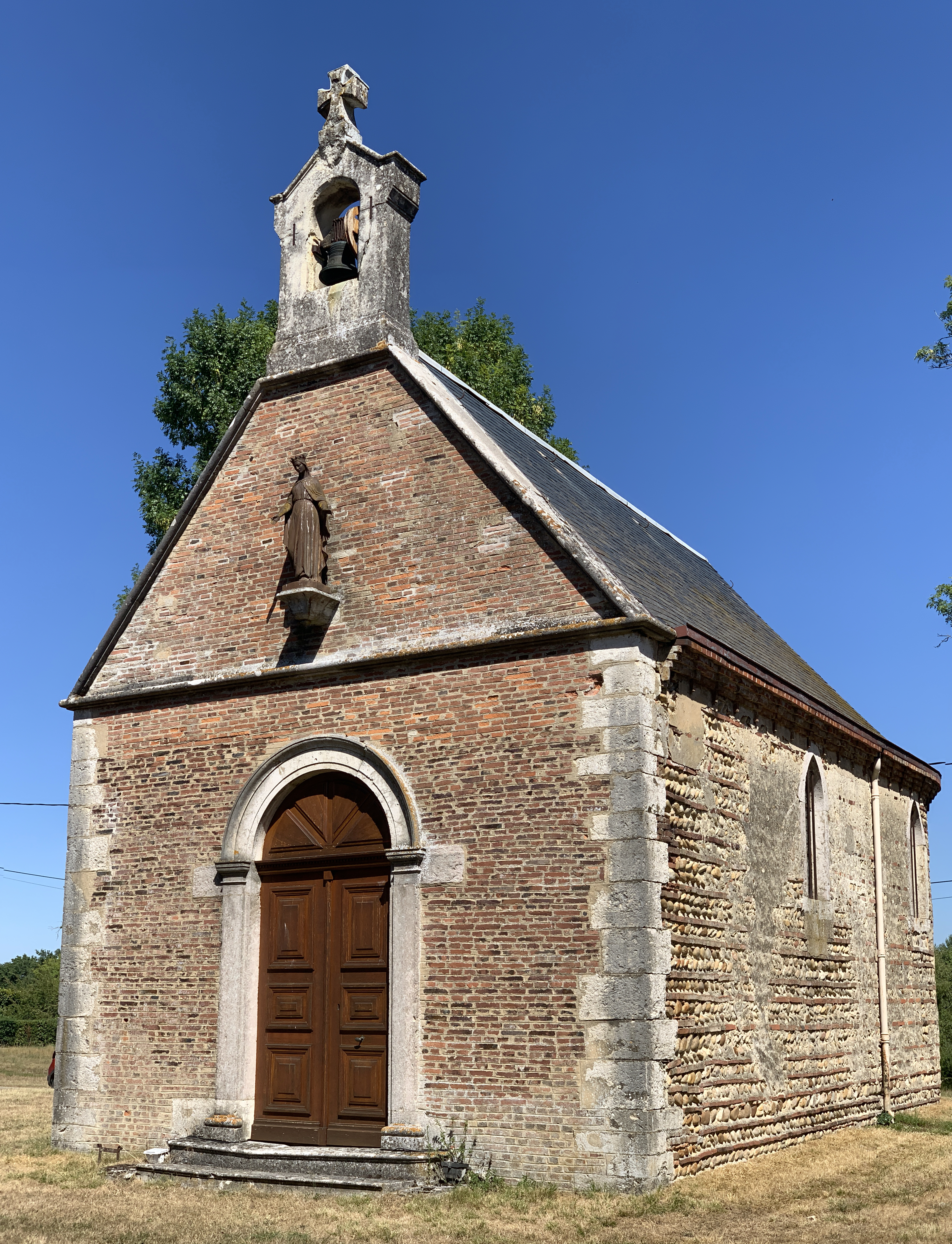
Kapelle Saint-Jean-Baptiste im Ortsteil Ronzuel
Ehemaliges Rathaus
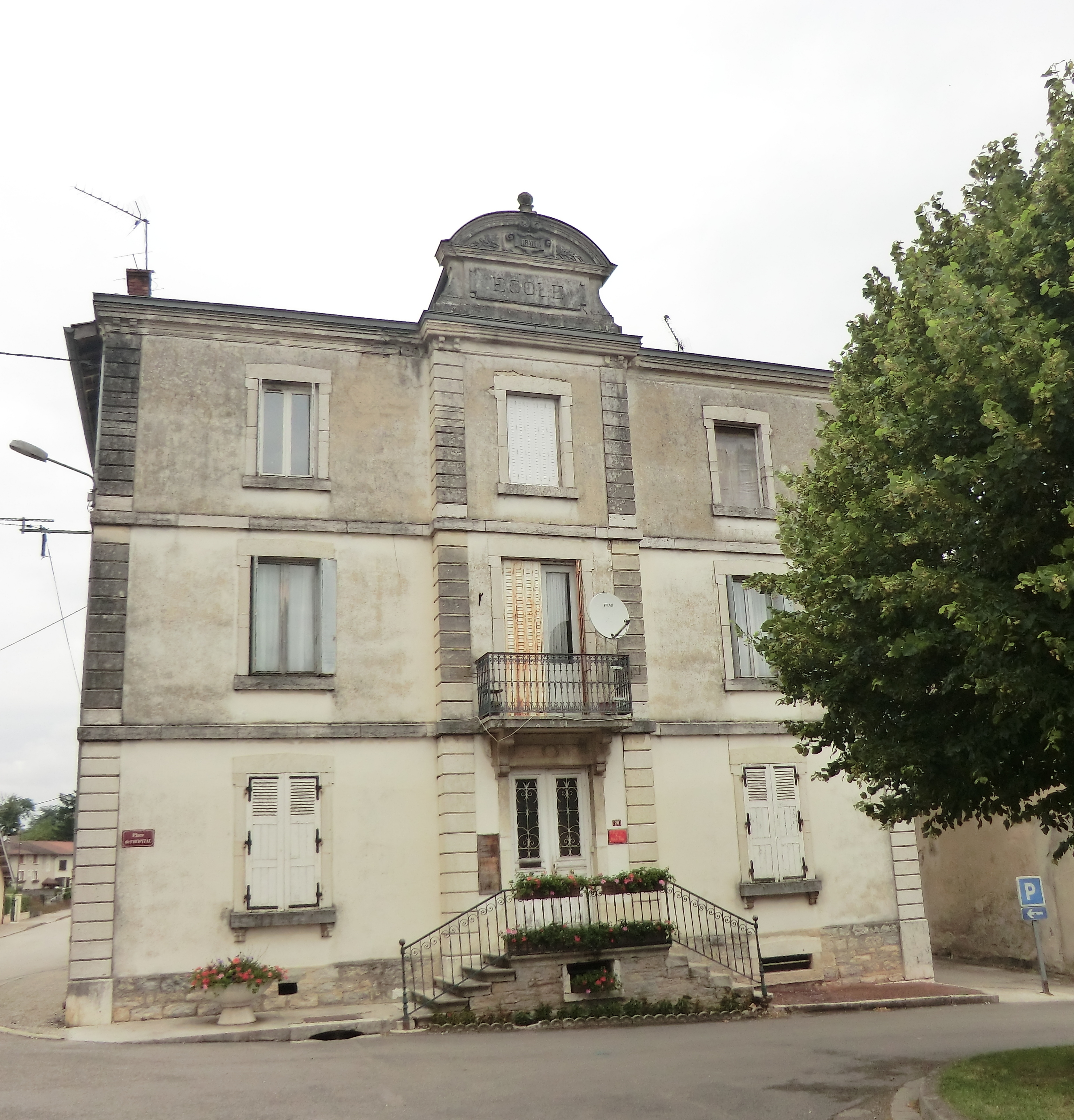
Ehemalige Grundschule
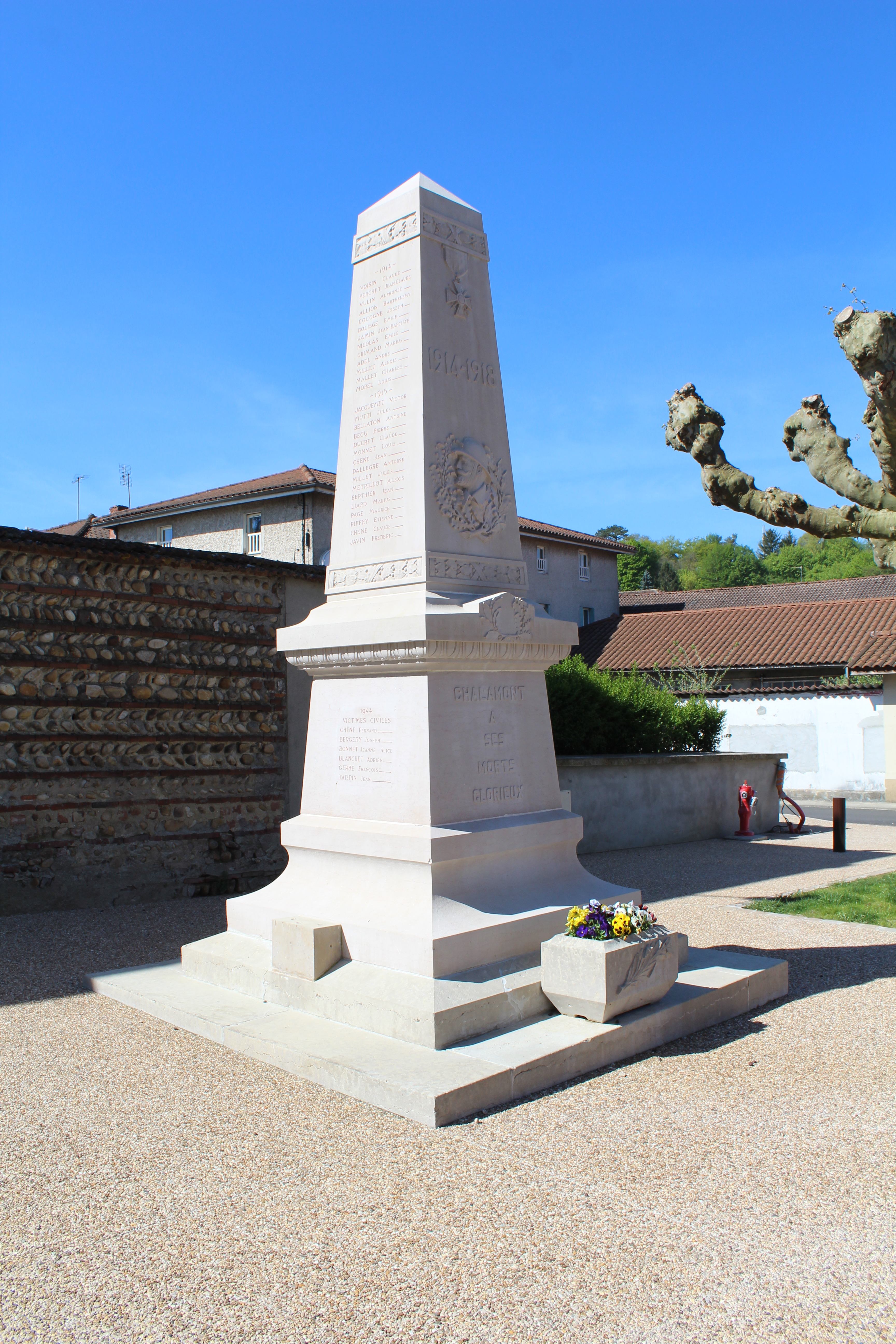
Gefallenendenkmal

- Château de la Roue

- Kirche Saint-Martin
- Kapelle Saint-Jean-Baptiste
- Ehemaliges Rathaus
- Ehemalige Grundschule
- Gefallenendenkmal